# Maicao
Maicao é um município da Colômbia, localizado no departamento de Guajira.